# アレクサンダー・フォン・ハンスタイン
マクシミリアン・エリザウス・アレクサンダー・フライヘル・フォン・ハンシュタイン（Maximilian Elisäus Alexander Freiherr von Hanstein, Graf von Pölzig und Beiersdorf, 1804年6月9日 - 1884年4月18日）は、テューリンゲン出身の貴族、ペルツィヒ及びバイアースドルフ伯。
ザクセン＝コーブルク＝ザールフェルト公妃ルイーゼの再婚相手で、イギリス王配アルバートの継父。
後妻マリー・テレーゼとの子を通じてハンス・ペルツィヒの祖父である。

## 生涯
1804年、フリードリヒ・フォン・ハンシュタイン男爵と彼の妻アンナ・マリア・ハウスマンの息子として生まれた。実家はテューリンゲンの有力貴族だった。
1824年頃から、ザクセン＝コーブルク＝ザールフェルト公エルンスト1世の妃ルイーゼと関係を持つようになった。そのことが発覚すると、1826年にルイーゼはエルンスト1世から離婚を言い渡され、その年のうちにルイーゼとアレクサンダーは結婚した。
ふたりは幸せな生活を送るが、ルイーゼは1831年に病気の為30歳の若さで亡くなった。ルイーゼとの間に子はなかった。
アレクサンダーは1833年にグレイズ出身のマリー・テレーゼ・フォン・カルロヴィッツと再婚する。マリー・テレーゼとの間には1男2女をもうけた。
- マクシミリアン・アントン(1834年2月18日-不明/1865年から1871年の間だとされる)
- クララ・ヘンリエッテ・マリー(1835年4月3日-1879年4月25日)
- テクラ・マリー・アグネス (1841年11月29日1903年4月4日)

マリー・テレーゼは1845年に亡くなった。
長女クララがイギリスの地主ジョージ・アクランド・エイムズとの間にもうけた子が、のちの建築家ハンス・ペルツィヒである（エイムズとはハンスの生後わずかで離婚しており、そのためハンスは母方の姓ペルツィヒを名乗った）。